# Midnight Club 3: DUB Edition
Midnight Club 3: DUB Edition es un videojuego de mundo abierto de carreras callejeras, desarrollado por Rockstar San Diego y publicado por Rockstar Games. 
Es el tercer juego de la saga Midnight Club. Al igual que entregas anteriores de la serie, el juego posee un estilo arcade y se centra en carreras de alta velocidad. 
El nombre deriva de una asociación entre Rockstar y la Revista DUB, esta última tiene una gran presencia en la trama del juego.
Los jugadores compiten en recreaciones de las ciudades estadounidenses de San Diego (California), Atlanta (Georgia), y Detroit (Michigan) con 66 vehículos de marcas reales a su disposición.
Hay 98 canciones licenciadas en el juego, incluyendo de hip-hop, rock, y más. 
En septiembre de 2017 el juego fue calificado por la ESRB para su futuro lanzamiento en los PS2 Classics de PlayStation 4 sin todavía una fecha de lanzamiento.

## Jugabilidad
Midnight Club 3: DUB Edition es el primer juego en la serie Midnight Club que incluye la modificación de vehículos tanto visual como de rendimiento. Al ganar carreras, el jugador desbloquea nuevos autos y opciones para personalizarlos. Estas opciones incluyen mejorar el rendimiento, agregar vinilos y nuevos trabajos de pintura, y modificar físicamente el automóvil cambiando piezas como ruedas, parachoques, alerones, luces de neón, cofres y componentes del motor.

### Modos de juego
En Midnight Club 3: DUB Edition hay algunos modos de juego:

#### Cruise
El Cruise mode (del inglés, Modo viaje) es un modo de juego no competitivo donde el jugador puede recorrer todas las ciudades del juego, y utilizando cualquier tipo de vehículo siempre y cuando estén desbloqueados. En este modo también es posible hacer pruebas de manejo con los automóviles adquiridos o no adquiridos del garaje personal y el garaje de autos comprables. 

#### Career
El Career mode (del inglés, Modo carrera) es el modo de juego principal donde el jugador, navegando por cualquiera de las 3 ciudades progresivamente (San Diego, Atlanta y Detroit), podrá competir con otros retadores, ya sea en las City races (del inglés, Carrera de ciudad) solo para ganar dinero, los Tournaments (del inglés, Torneos) para ganar dinero y automóviles, los Club races (del inglés, Club de carreras) dinero, partes, accesorios y modificaciones para un tipo de automóvil y un automóvil de ese tipo, o directamente con otros Street racers (del inglés, Corredores callejeros) como: Vanessa, Carlos, Bishop, Phil, Roy, Dre, Cheng, Vito, Naomi, Lamont, Leo, Spider, Caesar, y Kioshi para ganar dinero partes, accesorios y modificaciones para los automóviles.

#### Arcade
El Arcade mode (del inglés, Modo arcade) es un modo de juego que permite al jugador, elegir distintos tipos de minijuegos con 2 o más jugadores como captura la bandera, o jugar algunas carreras de cada una de las ciudades usando poderes en cada bengala de la carrera (independientemente del tipo de vehículo), para tomar ventaja de las carreras o para detener u obstaculizar a los competidores, o simplemente para correr estas carreras sin estos añadidos. en cualquier tipo de minijuego pueden cambiar las condiciones de la carrera, como el tráfico, clima, el número de oponentes, etc. 

#### Tokyo Challenge
El Tokyo Challenge (del inglés, Reto de Tokio) es un modo de juego parecido al Modo carrera pero solo exclusivo de Tokio solo disponible para la versión Remix del juego). Las carreras ordenadas, desordenadas y de circuitos son nombradas como Tokyo races (del inglés, Carreras de Tokio) para el caso de las ordenadas y como Tokyo Circuit (del inglés, Circuito de Tokio) y no hay corredores callejeros para retar. Los torneos regresan en dos modalidades diferentes:
- En los torneos de club compiten los mejores corredores de los clubes estadounidenses. Para acceder, el jugador necesitará un vehículo de un cierto tipo.
- En los torneos de clase se requiere que el jugador participe con un vehículo de un determinado rendimiento: A (Imperial Palace), B (Wharf), C (Asakusa) o D (Ginza). Imperial Palace es el último torneo en ser desbloqueado, ocasionando que las demás carreras de la ciudad dejen de afectar el progreso del juego, convirtiéndose en carreras opcionales, como las del Modo carrera en EE. UU.

#### Race editor
En Race editor (del inglés, Editor de carreras) los jugadores pueden crear sus propias pistas donde pueden colocar puntos de control dentro de la ciudad. Los jugadores pueden crear carreras ordenadas, desordenadas y circuitos, y pueden cambiar las condiciones de la carrera, como el tráfico, clima, el número de oponentes, etc.

#### Multijugador
El juego incluye un modo en línea, donde los jugadores pueden competir con otros jugadores de todas partes del mundo. También hay varios clubes disponibles para unirse, pero los jugadores además pueden empezar y gestionar el suyo. La mayoría de modos fuera de línea están disponibles para jugar en línea, mientras que en el modo en línea es posible chatear en el juego, incluyendo un modo libre, captura la bandera, carrera de circuito, carrera ordenada, carrera desordenada y autocrós. Las pistas creadas vía el editor de carreras fuera de línea pueden ser usadas en línea.

### Tipos de carreras
Hay 5 tipos de carreras en el juego: 

#### Ordered race
(Del idioma inglés, Carrera ordenada) El jugador debe competir contra varios corredores, y conducir a toda velocidad a través de una ruta marcada por puntos de control, representados por bengalas amarillas/anaranjadas con flecha y finalmente llegar a la línea de meta (bengala roja). Las carreras son diferentes porque no hay líneas ordenadas para conducir, pero el jugador puede escoger una ruta específica durante el curso de la carrera. 

#### Circuit race
(Del inglés, Carrera de circuitos) Estas carreras son similares a las anteriores, excepto que el jugador debe completar un cierto número de vueltas que se completan al pasar por las bengalas verdes con flecha, aunque también se provee una conducción no lineal.

#### Unordered race
(Del inglés, Carrera desordenada) Estas son esencialmente lo mismo que las ordenadas, excepto que, como el nombre implica, los puntos de control no necesitan ser pasados en orden, sino que están dispersados a través de la ciudad, y el jugador debe encontrar la ruta más rápida para ganar. 

#### Autocross race
(Del inglés, Carrera autocrós) En las carreras de este tipo, la pista es libre de tráfico, peatones y la policía, y las calles son bloqueadas con barreras, dando a entender que el ambiente es menos abierto que en otros tipos de carreras. El jugador luego debe completar las vueltas en el menor tiempo posible, y tiene que vencer un tiempo establecido.

#### Event autocross race
(Del inglés, Carrera autocrós de evento) Son los mismos que las carreras autocrós, pero el jugador compite contra otros corredores dentro de la pista bloqueada con barreras en vez de contra el reloj. Esto puede significar calles compactas y atestadas de corredores y el coche es más propenso a recibir daños que en una carrera normal ya que usualmente chocará contra los muros más que en un mundo abierto, y este tipo de carreras solamente aparece en el Modo arcade y en el Modo carrera como parte de las carreras opcionales. 

### Vehículos
Los vehículos son divididos en cuatro clases; D, C, B y A, dependiendo del precio y el rendimiento del vehículo. 
Hay varios tipos de vehículos en el juego: 
- Tunners o Tuneados (automóviles importados modificables)
- Muscle Cars o Clásicos (automóviles de los años 50-90)
- SUV/Trucks o 4x4 (camionetas y pick-ups)
- Luxury Sedans o Sedanes de lujo (automóviles de alto costo)
- Sport Bikes o Motos deportivas (motocicletas ligeras)
- Chopper Bikes o Motos Choppers (motocicicletas pesadas)
- Exotics o Exóticos (automóviles superdeportivos)
- Polices o Policías (vehículos de policía) que se desbloquean al progresar totalmente en todas las ciudades (San Diego, Atlanta, Detroit y Tokio, este último solo en la versión Remix del juego), se pueden adquirir gratis, y solo se pueden usar en el Modo arcade. En el caso de las ciudades estadounidenses, estos autos son de modelo Chevrolet Impala SS 1996, siendo el de menor rendimiento, la Policía de San Diego, y siendo la Policía de Detroit la de mayor rendimiento. En el caso de Tokio, las policías son de modelo Nissan Skyline GT-R 2002. Para todas las ciudades la moto de policía es del modelo Kawasaki Police 1000 obtenible al desbloquear todos los autos de policía.

A medida que el juego progresa, diferentes clubes que manejan un tipo de vehículo específico invitarán al jugador a competir con ellos en San Diego, Atlanta y Detroit: 
- Unbeatable Street Racers: (Del inglés, Corredores callejeros imbatibles) para los automóviles tuneados. Cuenta con 13 carreras entre las 3 ciudades.
- American Royalty Car Club: (Del inglés, Club de autos de la realeza estadounidense) para los automóviles clásicos. Cuenta con 15 carreras entre las 3 ciudades.
- Luxury Rollers Car Club: (Del inglés, Club de autos con ruedas de lujo) para los automóviles sedanes de lujo. Cuenta con 14 carreras entre las 3 ciudades.
- Chopper of America Bike Club: (Del inglés, Club de motos Chopper de Estados Unidos) para las motocicletas Choppers. Cuenta con 15 carreras entre las 3 ciudades.
- Big Playas: (Del inglés, Grandes jugadores) para los automóviles 4x4. Cuenta con 15 carreras entre las 3 ciudades.
- Original Riders: (Del inglés, Jinetes originales) para las motocicletas deportivas. Cuenta con 14 carreras entre las 3 ciudades.
- By Invitation Only: (Del inglés, Solo por invitación) para los automóviles exóticos. Cuenta con 16 carreras entre las 3 ciudades.

Si el jugador vence a un club en un mínimo de 3 carreras, se desbloquea una habilidad especial para ese tipo de vehículo. 

#### Zone
Es una habilidad que esencialmente disminuye la velocidad del tiempo, permitiendo un manejo preciso en altas velocidades. Esta habilidad la adquieren los vehículos de los tipos: tuneados, motos deportivas, exóticos, y excepcionalmente los modelos del tipo sedanes de lujo Lexus GS430, Mercedes-Benz SL500 y Mercedes-Benz SL55 AMG solo en la versión Remix del juego.

#### Agro
Es una habilidad que hace el vehículo sea temporalmente imparable, permitiendo abrirse paso entre el tráfico y otros obstáculos con mayor facilidad. Esta habilidad la adquieren los vehículos de los tipos: 4x4 y sedanes de lujo, excepto los vehículos Lexus GS430, Mercedes-Benz SL500 y Mercedes-Benz SL55 AMG en la versión Remix del juego. Así mismo, todos los vehículos de policía (excepto la motocicleta de policía) de todas las ciudades poseen esta habilidad solo disponibles en la versión Remix del juego.

#### Roar
Es la única habilidad ofensiva, que lanza una onda sónica llevándose todo en su camino incluyendo tráfico, oponentes y vehículos de policías. Esta habilidad la adquieren los vehículos de los tipos: Clásicos y motos Choppers. 
Al vencer a los clubes en todas sus carreras, se otorgan nuevos vehículos como premio del club en específico.

## Argumento

### San Diego
El jugador empieza en San Diego conociendo a Óscar, el mecánico de 6-1-9 Customs, un garaje de tuneo en San Diego. Óscar guía al jugador a través del juego dando consejos útiles e información sobre carreras. El jugador comienza con un elección de seis coches: un Chevrolet Impala (1964), un Chevrolet Monte Carlo (1978), un Mitsubishi Eclipse, un Dodge Neon SRT-4, un Volkswagen Golf R32 o un Volkswagen Jetta (los tres últimos de 2004). Midnight Club 3: DUB Edition Remix añade la opción de un Scion tC (hay tres coches más desbloqueados que no pueden ser adquiridos debido a que sobrepasan el dinero otorgado al comienzo del juego, éstos son: Hummer H1, Lexus GS430 y Cadillac CTS-V). A medida que el jugador gana carreras, nuevas opciones de personalización y coches estarán disponibles para comprar.
Los corredores callejeros disponibles para desafiar en el inicio del juego son: Vanessa (Mitsubishi Eclipse), Bishop (Lexus GS430) y Carlos (Chevrolet Monte Carlo). Al vencer a estos corredores se desbloquea invitaciones de sus respectivos clubes (Unbeatable Street Racers, Luxury Rollers Car Club y American Royalty Car Club), además si se vence a al menos dos de ellos el jugador puede retar a Phil por la propiedad de su Hotmatch Cuevito y una invitación para retar al Chopper of America Bike Club. Luego que el jugador derrote a Phil y Vanessa, la última regresa para un nuevo reto. También durante la aventura en San Diego, tres torneos (San Diego City, Stage y Balboa Park) se vuelven disponibles para jugar, que tienen como premio nuevos vehículos.
Después de vencer a todos los corredores y torneos en San Diego, el jugador es introducido a Vince, un mecánico de Detroit. Óscar menciona que el jugador ha estado construyendo una reputación como un corredor hábil, y que hay carreras a más no poder en Atlanta de las cuales el jugador puede estar interesado. Él le dice al jugador que se dirija a la compañía de transporte y viaje.
Tiempo después, el jugador vuelve para competir en el torneo DUB que tiene como premio un Mercedes Benz SL55 AMG tuneado por DUB.
Tiempo después, el jugador retorna a San Diego para las últimas competiciones en esta ciudad, el torneo DUB, y las series del campeonato de EE. UU, venciendo a Spider y Vanessa.

### Atlanta
El jugador llega a un garaje más atractivo en Atlanta llamado Apone Team Racing. El propietario, Apone, se presenta, pero es distraído por su más preciada posesión: un Chevrolet Impala de 1964 pintado de oro que el personalizó y con el que constantemente juega. En Atlanta, el jugador es inicialmente retado por tres corredores: Roy (Dodge Charger R/T de 1969), Dre (Cadillac Escalade de 2005) y Vito (Ducati Monster S4R). El jugador recibe invitaciones de los clubes Big Playas y Original Riders al derrotar a Dre y Vito, respectivamente. Después aparecen tres competidores más: Cheng (Mitsubishi Lancer Evolution VIII), Lamont (Chevrolet Silverado SS) y Naomi (Hotmatch Skully).
Finalmente, Roy desafía nuevamente al jugador en un Dodge Charger R/T de 1999. Dos torneos (DUB y Hotlanta) están disponibles para competir en Atlanta. Después de vencer a todos los corredores y torneos en Atlanta, Apone menciona que hay más carreras en curso en Detroit y piensa que es una buena idea que el jugador les eche un vistazo.
Posteriormente, el jugador regresa a Atlanta para las series del campeonato de EE. UU, venciendo a Angel y Lamont.

### Detroit
El jugador llega a Detroit y observa un rostro familiar, Vince. Al recordar al jugador, Vince le da la bienvenida a la ciudad y a su garaje. Luego señala con su mano a un Lamborghini Murciélago de color verde y menciona que es el premio a cualquiera que termine siendo el mejor corredor callejero.
Roy, el corredor de Atlanta, regresa para una revancha en Detroit en un Dodge Viper GTS-R. Cinco oponentes nuevos aparecen: Spider (Hotmatch D' Elegance), Leo (Chevrolet Camaro Z28 de 1981), Ceasar (Mercedes-Benz SLR McLaren), Kioshi (Aprilia Mille Factory) y Angel (Saleen S7). El club de los exóticos, By Invitation Only, reta al jugador una vez que derrote a Ceasar. Más adelante, Ceasar desafía nuevamente al jugador, esta vez en un Lamborghini Gallardo. Detroit ofrece dos torneos (Bad Boyz y City) para competir.
Después de vencer a todos los corredores y torneos de Detroit, se da inicio a las series finales del campeonato de EE. UU. El jugador derrota a tres oponentes en esta ciudad como parte de las series: Roy, Ceasar y Kioshi.

### Series de EE. UU.
Las series finales del campeonato de EE. UU consisten en una serie de carreras contra los mejores corredores de San Diego, Atlanta y Detroit. Los rivales a vencer son conocidos de la historia del juego: Ceasar (Chrysler ME Four Twelve), Kioshi (Kawasaki Ninja ZX-12R) y Roy (McLaren F1 LM) compiten en Detroit. Angel (Mercedes-Benz CLK GTR) y Lamont (Cadillac Cien) compiten en Atlanta. Por último, Spider (Hotmatch Skully) y Vanessa (Lamborghini Murciélago) compiten en San Diego.
Una vez que los competidores sean derrotados, el jugador es coronado ganador de las series de EE. UU. Más tarde, el jugador regresa donde Vince y es premiado con el Lamborghini Murciélago verde.

## Personajes
- Jugador: Un conductor anónimo que busca ser el mejor corredor de EE. UU.:

- Óscar: Un mecánico de coches profesional estadounidense de ascendencia mexicana en San Diego con una pasión por los automóviles clásicos. Es el propietario de 6-1-9 Customs. Posee un Chevrolet Monte Carlo de 1978 con el que usualmente se lo ve jugando o lavando, y una motocicleta Hotmatch Chingon. Él conoce al jugador por primera vez cuando el último lo visita en su garaje después de recibir una llamada del amigo del jugador. También es un amigo cercano de Vince, quien lo visita en una ocasión. Él usa pantalones negros con los bolsillos hacia afuera y una camiseta blanca sin mangas, y está lleno de tatuajes y un logo de 6-1-9 tatuado en su pecho. Tiene el pelo rapado y una barba de chivo.

- Apone: Un mecánico de coches profesional afroamericano en Atlanta con una pasión por lowriders. Es el propietario de Apone Team Racing. Posee un Chevrolet Impala amarillo de 1964 con el que está obsesionado. Siempre se lo ve jugando, arreglándolo o cambiándole las ruedas para lograr una visión perfecta del coche. Usualmente compite con automóviles clásicos. Conoce al jugador por primera vez cuando el último lo visita en su garaje en Atlanta después de recibir una llamada de Óscar. Es calvo, usa una camiseta blanca sin mangas y pantalones rojos y un cinturón de herramientas en su cintura. También posee sedanes de lujo y camionetas en su garaje.

- Vince: Un mecánico de coches profesional en Detroit con una pasión por los exóticos. Conoce al jugador por primera vez en San Diego mientras hablaba sobre choppers con Óscar. Más tarde, él se encuentra con el jugador en Detroit y le da instrucciones para las carreras. Él mantiene un Lamborghini Murciélago verde como el premio de las series del campeonato de EE. UU. en carreras callejeras, el cual se lo entrega al jugador al final. Tiene una barba, viste un pañuelo negro sobre su cabeza, tiene una camisa gris, guantes negros y pantalones negros. Es un buen amigo de Óscar pero también es muy competitivo con él, y tiene poco respeto con él. Le gustan los hot-rods antiguos y los escoge sobre versiones posteriores de coches clásicos y lowriders.

- Ryo: Un mecánico bilingüe (puesto que habla tanto japonés como inglés) de coches profesional en Tokio, dueño del Speedway Garage, un garaje de tuneo en Tokio, sólo aparece en la versión Remix del juego. Tiene un aprendiz, Toshi, con una experiencia pobre en motores, el cual Ryo regaña y despide por tunear incorrectamente un Infiniti G35. Ayuda al jugador a través de la ciudad. Éste le da información al jugador sobre carreras en curso por toda la ciudad, y que si las gana, puede desbloquear más torneos para ganar buenos vehículos. Las carreras en Tokio a menudo incluyen corredores compitiendo en carreras ordenadas, desordenadas y circuitos. El jugador es libre de elegir cualquiera de ellas y a su vez, elegir el vehículo de su preferencia para acceder.

## Midnight Club 3: DUB Edition Remix
Midnight Club 3: DUB Edition Remix es una actualización de Midnight Club 3: DUB Edition. Está disponible como un lanzamiento de Greatest Hits en PlayStation 2 y como un lanzamiento de Platinum Hits en Xbox, la edición Remix del juego no está disponible para PSP. Fue lanzado el 12 de marzo de 2006, exactamente 11 meses después del lanzamiento de la versión original. Fue lanzado el 19 de diciembre de 2012 en PlayStation Network, pero fue retirado tiempo después por problemas de licencia.
El juego contiene todas las ciudades, vehículos y música de Midnight Club 3: DUB Edition. Esta versión del juego también permite al jugador importar los datos de Midnight Club 3: DUB Edition en su tarjeta de memoria a Midnight Club 3: DUB Edition Remix para compensar el progreso perdido, ahorrándole al jugador el tener que comenzar todo de nuevo. Las siguientes características fueron añadidas en Remix:
- 24 nuevos vehículos (incluyendo algunos de marcas ausentes en la versión original, como GMC, Infiniti, Pagani y Scion).
- Tokio, Japón, una nueva ciudad, que es una versión ligeramente actualizada de Tokio de Midnight Club II.
- 26 nuevas canciones licenciadas.
- Más carreras y mapas de batalla.
- Los jugadores pueden crear sus propias carreras en todas las ciudades, incluyendo Tokio.